# Mai-Lis Hellénius
Mai-Lis Birgitta Hellénius Cederholm, född 26 november 1953 i Torps församling i Västernorrlands län, är en svensk läkare och professor.
Hellénius tog läkarexamen vid Karolinska institutet 1978 och blev specialist i allmänmedicin 1986. Hon disputerade 1995 vid Karolinska institutet på en avhandling om hur man med råd om motion och bra mat kan förebygga hjärtkärlsjukdom. Hon utnämndes 2006 till professor i allmänmedicin, med inriktning mot kardiovaskulär prevention och med fokus på livsstil, vid Karolinska institutet. Hon blev 2007 överläkare på livsstilsmottagningen vid hjärtkliniken vid Karolinska universitetssjukhuset i Solna.